# 朝霞市立朝霞第七小学校
朝霞市立朝霞第七小学校（あさかしりつ あさかだいななしょうがっこう）は、埼玉県朝霞市北原にある公立小学校。略称は七小（ななしょう）。

## 概要
市内7番目に開校した小学校である。校地内には大小あわせて40種類の樹木が植樹されている。
校章は1973年に制定され、緑と白の2色からなる。中央部には白色の若鳩を、周囲には緑色の四つ葉のクローバーを配置している。四つ葉は創造・英知・思いやり・清新の意味が込められている。

## 沿革
- 1972年（昭和47年）
  - 4月1日 - 市立朝霞第三小学校の校舎を一部間借りして開校[3]。
  - 6月25日 - 独立校舎へ移転[3]。
  - 6月27日 - 開校記念日を制定[3]。
  - 6月30日 - 校舎を落成[3]。
  - 7月31日 - プールを落成[3]。
  - 12月28日 - 岩石園・池・水生植物園を設置[3]。
- 1973年（昭和48年）2月19日 - 校章を制定[3]。
- 1974年（昭和49年）
  - 1月16日 - 校歌碑を設置[3]。
  - 2月28日 - 校旗・校歌制定記念式典を挙行[3]。
- 1975年（昭和50年）
  - 体育館を落成[4]。
  - 3月7日 - 体育館落成記念祝賀式を挙行[3]。
- 1976年（昭和51年）4月6日 - 校舎を増築[3]。
- 1977年（昭和52年）4月1日 - 特殊学級（現：特別支援学級）を開設[3]。
- 1983年（昭和58年）2月22日 - 校舎を増築[3]。
- 1990年（平成2年）3月26日 - 駐車場を設置[3]。
- 1995年（平成7年）3月20日 - 屋外トイレを設置[3]。
- 2005年（平成17年）
  - 1月21日 - 校舎を増築[3]。
  - 3月 - 特別教室を普通教室に改装[3]。
- 2013年（平成25年）6月1日 - 朝志ヶ丘放課後児童クラブ[5]を校庭南東部に開設[3]。

## 教育目標
- 考える子（知）
- 思いやりのある子（徳）
- たくましい子（体）

出典：

## 施設概要
主な施設を掲載。
- 校舎（5,680 m2[1]）
  - 1972年落成の校舎（2,794 m2） - 鉄筋コンクリート造4階建て[4]
  - 増築校舎（1,577 m2） - 1976年落成の鉄筋コンクリート造4階建て[4]
  - 増築校舎（761 m2） - 1983年落成の鉄筋コンクリート造4階建て[4]
  - 増築校舎（503 m2） - 2005年落成の鉄筋コンクリート造3階建て[4]
- 体育館（809 m2[1]） - 鉄骨造2階建て[4]
- プール（325 m2[1]） - 鉄筋コンクリート造[4]
- 校庭（7,000 m2[1]）

旧耐震基準で建設された1972年および1976年落成の校舎は2006年10月に、体育館は2008年8月にそれぞれ耐震補強工事を施している。

## 学区
- 朝霞市
  - 北原1・2丁目
  - 西原1・2丁目
  - 浜崎1-3丁目
  - 大字浜崎（651番地から683番地）
  - 朝志ヶ丘1-4丁目

出典：

## 進学先の中学校
- 朝霞市立朝霞第二中学校（朝霞市大字岡）[7]

## アクセス

### 鉄道
- 武蔵野線 - 北朝霞駅から徒歩で7分
- 東武東上本線 - 朝霞台駅から徒歩で約7分

### バス
- 「第七小学校」バス停（朝霞市内循環バス）から徒歩で1分

## 周辺
- 巣鴨信用金庫朝霞台支店
- 朝霞浄水場
- 北朝霞公園

## 出身者
- 中澤聡太 - サッカー選手[8]
- 古谷恵菜 - 野球選手[9]